# Snář

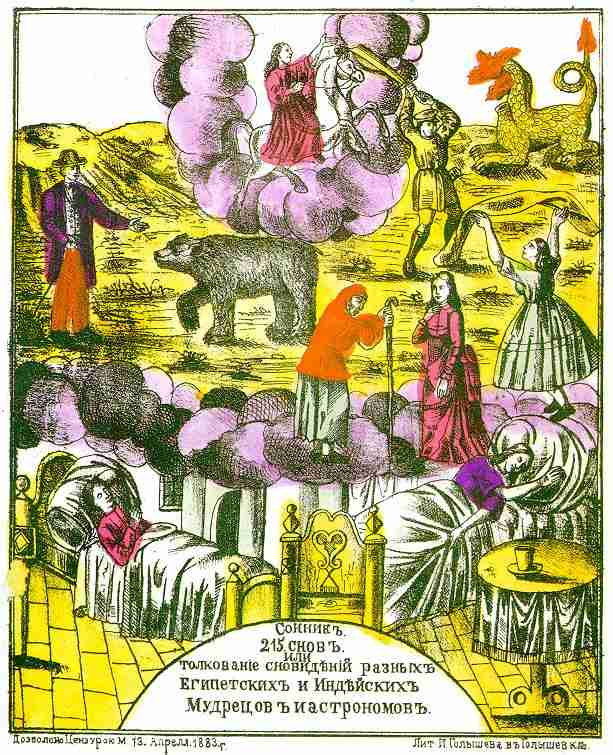
Obálka ruského snáře z roku 1883. Kniha snů neboli Výklad snů od různých egyptských a indických učenců a astronomů.

Snář je kniha vytvořená k výkladu snů. Ve snáři jsou popsány jednotlivé výjevy a co znamenají.
Nejstarším dochovaným snářem je čtyřdílný snář Artemidóra z Efezu, jenž se stal základem mnoha pozdějších prací ve vykládání snů.
V české literatuře, nebo hudební tvorbě se setkáváme s mnoha příklady, kdy si autor bere snář za námět. Například:
- Jan Neruda: Malostranské povídky
- Bohuslav Martinů: opera Julietta (Snář)
- Ludvík Vaculík: Český snář